# 細川茂樹
細川 茂樹（ほそかわ しげき、1971年〈昭和46年〉12月16日 - ）は、日本の俳優・タレント。過去の所属事務所はアオイコーポレーション→ウィズ・ケイワン→サムデイで現在はフリー。岐阜県大垣市出身。公立はこだて未来大学特別招聘教授。

## 略歴
大垣市立北小学校、大垣市立北中学校、大垣商業高校を経て、1994年に大阪経済法科大学経済学部卒業。1992年、雑誌『non-no』のボーイフレンドグランプリに選ばれる。1994年にNTVドラマ『天国に一番近いママ』で俳優デビューする。
2001年にはテレビ朝日系『弾丸!ヒーローズ』にレギュラー出演。初のバラエティー番組進出であり、そこで共演したダウンタウンの浜田雅功と親交を深めて以来、彼のことを「親分」と呼んでいる。
2005年の『仮面ライダー響鬼』で、役者本人・役柄ともに現役最年長（33歳 / 31歳）主役を演じた。既にキャリアのある細川が若手俳優の登竜門である特撮ヒーロー番組の主役を演じることは、当時話題となった。そのオファーについて、電話で「ライダー来てるんですけどどうしたらいいでしょう」と相談された浜田雅功は大笑いし、「面白そうだからやってみろ」と後押ししたという。また、知り合いの不動産屋にも相談したが、「茂樹君、みんな君にそんなに興味ないから」と言われたほか、周囲には「2005年からはおっさんライダーか」とも言われたという。細川自身も脚本会議への参加など積極的に関わったが、当時は大河ドラマ『義経』の撮影と並行していたため、スケジュール調整が難しく前半は主役としては登場が少ないものとなった。また、諸事情によりメインスタッフが途中で変更され、内容も路線変更せざるを得なくなり、その件については自身のサイトやライダー関連のイベントでもコメントを多々残している。
2005年は、午前8時から『仮面ライダー響鬼』に出演して午後8時からは『義経』に出演していたため、「日曜8時の男」と呼ばれた。
2010年9月30日に初の書き下ろし小説『それでも僕は結婚したい』を出版。
2011年2月2日、タレントのシェイプUPガールズ三瀬真美子と結婚。
2012年4月1日、公立はこだて未来大学特別招聘教授に就任。
2016年いっぱいを持って、「細川の度重なるパワハラが原因」という所属事務所側の主張により契約を解除されるが、細川側は「契約解除は無効」だとして東京地方裁判所に契約継続の仮処分を申し立て、2017年2月21日に仮処分が認められた。所属事務所側は「ハラスメントなどがなかったことを理由とした決定とは考えておりませんので、引き続き当社の正当性を主張していく」と今後も争う構えを見せている。2月25日に一転して「5月7日付で契約解除することで双方が合意した」と細川の代理人弁護士が一方的に発表したが、事務所側は「そのような申し入れはしていない。こちらは昨年12月26日に契約解除を通告した。3カ月後ならば来月中の契約終了となる」と細川側の発表を完全否定した。その後、2022年11月16日、最高裁判所の判決により2017年から続いた法廷闘争に勝訴したことを2023年1月21日に本人のブログにて報告した。
2017年7月8日に公式Instagramを開設、8月11日から朝日新聞デジタルでコラム「細川茂樹のReSTART!」の連載を開始し8月15日に新たな公式ブログを開設した。
2019年11月25日には、「ブラビア みんなおすすめ！大画面でネット動画はもっと面白い！」のナビゲーター役を担当。

## 人物
- 芸能界入りのきっかけとなったnon-noボーイフレンドグランプリに選ばれたのちも、当時は教員志望で、母校である大垣商業高校にて教育実習をした。
- ホリプロタレントスカウトキャラバンの第16回大会（第1回飛び出せ!日本男児）に出場したことがある。
- 株式取引をはじめとする資産運用に積極的で、投資家としての一面も持っている。情報番組やバラエティ番組でも、投資に関する話が出ることが多く、最近ではラジオ番組で株式講座のレギュラーコーナーも持っている。株式取引を基軸に経済知識への造詣も深く、マネーマネジメント検定1級を取得している。
- 主に仲の良い芸能人は天野ひろゆき（キャイ〜ン）や林家三平、小泉孝太郎などがいる。
- 学生時代から続けている水泳やサッカー（ポジションはスイーパー）の愛好家であり、2008年のベストスイマー賞を受賞した。現在やっているフットサルチームのメンバーには、芸人のパッション屋良がいる。
- 007シリーズの大ファンで、一時期『007 リビング・デイライツ』でボンドカーを務めたアストンマーティン・V8に乗っていた。また、車が趣味でもある。
- 家電と野生動物のマニアである。
  - 家電については日経トレンディネットにコラムを持ち、テレビ番組の家電特集へのゲスト出演や、雑誌での家電の批評の仕事も増えている。最近は「家電タレント」としての知名度が上がったせいか、家電量販店に立ち入ると店員のマークが付くようになったという[13]。最近は家電量販店へ行く前にメーカーへ直接行くという[14]。実はマニアぶりが高じて、経営再建中のベスト電器が新店舗形態「B!B」を立ち上げるに際しアドバイザーに任命された影響もあるとみられる[15]。自宅には数百種類もの家電が置いてある。
  - 野生動物については、専門チャンネルアニマルプラネット内の番組でナレーションを務めたことがある。
- ステルスゲーム・「メタルギアシリーズ」のファンである[16][17]。
- 中学時代から『聖闘士星矢』のファンで、関連CMにも出演している[18]。
- 父親が銀行員である縁から、2010年4月10日に地方銀行・従業員組合主催のフォーラムにて講演を行った。

## 出演

### テレビドラマ
- 天国に一番近いママ（1994年、日本テレビ）
- 彼と彼女の事情（1994年、テレビ朝日）
- 君といた夏（1994年、フジテレビ）
- 禁断の果実（1994年、日本テレビ）
- 輝く季節の中で（1995年、フジテレビ）
- キャンパスノート（1996年、TBS） - 三浦雅彦 役
- コーチ（1996年、フジテレビ） - 小松沢伸郎 役
- 木曜の怪談・MMR未確認飛行物体（1996年、フジテレビ） - 皇一行 役
- 彼女たちの結婚（1997年、フジテレビ） - 望月陸 役
- フラれる女 第一話「幸せがコワイ」（1997年、TBS） - 民夫 役
- いいひと。（1997年、関西テレビ・フジテレビ） - 上村洋介 役
- 凍りつく夏（1998年、よみうりテレビ・日本テレビ） - 紺野達彦 役
- 太陽がいっぱい（1998年、フジテレビ） - 加藤充 役
- ボーダー 犯罪心理捜査ファイル 第4話（1999年、よみうりテレビ・日本テレビ） - 新田 役
- 古畑任三郎 第5話（1999年、フジテレビ） - 斉藤 役
- 金曜エンタテイメント おだまりコンビシリーズ（1999年 - 2002年、フジテレビ） - 多岐川直人 役
- GTOスペシャル（1999年、関西テレビ・フジテレビ） - 武田 役
- 女医（1999年、よみうりテレビ、日本テレビ） - 須藤真 役
- ピーチな関係（1999年、よみうりテレビ、日本テレビ）
- OUT〜妻たちの犯罪〜（1999年、フジテレビ） - 真山努 役
- 月下の棋士（2000年 1月 - 3月、テレビ朝日） - 幸田真澄 役
- 天使が消えた街（2000年 4月 - 6月、日本テレビ） - 石田智也 役
- 愛人の掟・あなたに逢いたくて（2000年 10月 - 12月、テレビ朝日） - 秋元直樹 役
- こちら第三社会部（2001年、TBS） - 仁平武志 役
- ナンバーワン（2001年、TBS）
- LONG LOVE -遠嫁日本-（2002年、BSフジ） - 豊原茂 役
- 春ランマン（2002年、関西テレビ・フジテレビ） - 宮本孝明 役
- 名探偵キャサリン11　殺人のイリュージョン（2002年）
- マイリトルシェフ 第3話（2002年、TBS） - 安達真人 役
- 法廷荒らし 弁護士猪狩文助3 悪の扉（2002年） - 永瀬俊紀 役
- 逮捕しちゃうぞ（2002年、テレビ朝日） - 中森 役
- 刑事☆イチロー（2003年、TBS） - 鳥貝誠 役
- ブルーもしくはブルー（2003年、NHK） - 河見俊一 役
- Lucky!（2003年、名古屋テレビ）
- ホステス探偵危機一髪5 （2003年） - 夏目健太郎 役
- 火消し屋小町（2004年、NHK） - 中山圭介 役
- 仮面ライダー響鬼（2005年 - 2006年、テレビ朝日） - 主演・ヒビキ 役
- 大河ドラマ
  - 義経（2005年、NHK） - 平重衡 役
  - 平清盛（2012年7月 -、NHK）- 藤原基房 役
- 小悪魔な女になる方法（2005年、フジテレビ）
- ドラマ・コンプレックス 輝く女シリーズ（日本テレビ）
  - 第6弾「松本清張スペシャル・共犯者」（2006年5月9日） - 横山剛 役
  - 第8弾「贅沢なお産」（2006年5月30日）
- 介護エトワール（2006年、NHK） - 錦織健司 役
- だめんず・うぉ〜か〜（2006年） - 西園寺圭介 役
- 和田アキ子殺人事件 （2007年、TBS） - 片岡ディレクター 役
- 火曜ドラマゴールド「予告殺人」（2007年、日本テレビ）
- スカルマン〜闇の序章〜（2007年、フジテレビ） - 小角弘志 役
- ご近所探偵・五月野さつき（TBS） - 雨宮藤一郎 役
  - 1「ゴミと罰」（2007年4月23日）
  - 2「殺意の同窓会」（2007年11月19日）
  - 3「殺意のキャンプ場」（2008年12月1日）
  - 4「旅立ちの代償」（2009年8月3日）
- 探偵学園Q （2007年、日本テレビ） - 連城暁 役
- 松本清張スペシャル・殺人行おくのほそ道（2007年、フジテレビ） - 西村五郎 役
- 上海タイフーン （2008年9月 - 10月、NHK）
- サラリーマン金太郎（2008年10月 - 12月、テレビ朝日） - 鷹司誠士 役
- ハンチョウ〜神南署安積班〜（2009年4月 - 7月、TBS）- 速水直樹 役
- ハンチョウ〜神南署安積班〜 シリーズ2（2010年1月 - 3月、TBS）- 速水直樹 役
- ハンチョウ〜神南署安積班〜 シリーズ3（2010年7月 - 9月、TBS）- 速水直樹 役
- ハンチョウ〜神南署安積班〜 シリーズ4〜正義の代償〜（2011年4月 - 6月、TBS）- 速水直樹 役
- サラリーマン金太郎 第2シリーズ（2010年1月 - 3月、テレビ朝日） - 鷹司誠士 役
- 天使のわけまえ（2010年7月 -、NHK）- 北村和也 役
- 検事・鬼島平八郎 第4話（2010年11月12日、朝日放送・テレビ朝日） - 大橋はじめ 役
- 水曜ミステリー9「監察医・篠宮葉月 死体は語るシリーズ」（2011年12月7日 - 、テレビ東京） - 風間亮介 役
- お助け屋☆陣八（2013年1月 - 3月、読売テレビ・日本テレビ） - 村上鉄雄 役
- 月曜ゴールデン「女取調官3」（2014年8月18日、TBS） - 合田靖春 役
- 月曜ゴールデン「民間科捜研 桐野真衣の殺人鑑定」（2016年3月14日、TBS） - 緋村数記 役

### 映画
- 藪の中（1996年） - 金沢武弘 役
- 大安に仏滅!?（1998年） - 沢井明彦 役
- クリスマス・イブ（2004年、ネットシネマ.TV）
- 劇場版 仮面ライダー響鬼と7人の戦鬼（2005年） - 主演・ヒビキ 役
- 小春小町（2005年）
- デスノート（2006年） - レイ・イワマツ 役
- ラストラブ（2007年） - 坂原大樹 役
- ヒートアイランド（2007年） - 桃井 役
- L change the WorLd（2008年） - レイ・イワマツ 役
- パラレル（2009年） - 近藤修二 役
- NECK（2010年） - 冥王星O 役
- カルテット!（2012年） - 永江直樹 役
- Go!Go!家電男子 THE MOVIE アフレコパニック（2014年）

### バラエティ
- LIVE!LOVE!EVE!（2001年、BS-i）水曜日MC
- マンガノゲンバ（2006年4月 - 8月、NHK-BS2）司会
- 笑っていいとも!（2007年3月 - 8月、フジテレビ）水曜日コーナー「アナタのハートをわしづかみ!! 決めゼリフ5」レギュラー
- トシガイ（2007年4月 - 2008年6月、日本テレビ）MC
- 馬の王子様（2007年10月 - 2010年9月、フジテレビ）MC
- 生き物なんでもTOP10（2008年、アニマルプラネット）ナレーション
- アナ☆パラ（2008年4月 - 7月、日本テレビ）火曜日コメンテーター
- ザ・プラチナチケット 〜君のために歌いたい〜（2009年11月30日、日本テレビ）MC
- ナンバーワンに輝くメニューは!? 日本最大級のシェフコンテスト完全密着SP（2010年11月6日、テレビ朝日）ナビゲーター
- 〜どうぶつ冒険バラエティ〜ワンダ!（2011年10月 - 2012年9月7日、テレビ東京）レギュラー
- ハイボール万歳!（2012年4月2日 - 2013年4月29日、BS-TBS）
- ペットの王国 ワンだランド（2015年 - 2017年、テレビ朝日）コーナー「細川茂樹、犬を飼う!」不定期

### 語学番組
- テレビでハングル講座（2010年3月31日 - 2011年3月23日、NHK教育）

### 報道・情報番組
- 池上彰の選挙スペシャル（2010年7月11日、テレビ東京） - ゲスト
- もしも明日…家族の葬式をする事になったら（2010年8月13日、NHK総合） - 司会
- 充実!おとなのオフライフ（2010年12月5日、テレビせとうち制作テレビ東京系列全国ネット） - 司会
- チャレンジ!ホビー『壁に挑め！ボルダリング入門』（2011年11月7日 - 、NHK Eテレ） - 生徒
- めざせ!グルメスター（2013年4月4日 - 2014年3月、NHK BSプレミアム） - 司会
- 知られざる百年遺産わが町の建築物語（BS日テレ） - ナレーター
- FXクリックタイム（2014年1月11日 - 、TOKYO MX） - 司会

### スポーツ番組
- うまDOKI（2015年1月10日 - 2016年12月24日、京都放送） - 総合司会

### CM
- 大鵬薬品「チオビタドリンク」（1997年）
- オンワード樫山（1999年）
- 日本経済新聞（2003年 - 2004年）
- バンダイ「仮面ライダー響鬼 変身シリーズ」（2005年）
- 大塚製薬「オロナミンCドリンク」（2005年）
- NTTドコモ「FOMA905i」（2007年）
- 朝日新聞社（2010年 - 2011年）
- ベスト電器B・B（2010年）
- 日産自動車（2011年）
- 武田薬品工業「ベンザブロックS」（2011年）
- 富士重工業（2012年）
- メルセデス・ベンツ・ジャパン「メルセデス・ベンツ・Bクラス」（2012年）
- バンダイ「聖闘士聖衣神話EXシリーズ」（2015年）

### ラジオ番組
- 細川茂樹の刺激100%!（TBSラジオ）
- 細川茂樹 SBSで行こう!〜Shigeki Break Saturday〜（2007年4月 - 2013年3月30日、静岡放送）[19]
- 細川茂樹の株式講座〜スタイリッシュ投資ライフ〜（2007年4月 - 2009年3月、ニッポン放送）
- ヨドバシカメラPresents細川茂樹の家電ソムリエ（2009年4月 - 2010年6月、九州朝日放送、ニッポン放送系）
- ラジオシアター〜文学の扉「金色夜叉」（2013年2月24日・3月3日、TBSラジオ）[20]
- SOUNDS OF STORY〜ASADA JIRO LIBRARY〜　「丘の上の白い家」（2013年4月27日、J-WAVE）[21]
- TOYOTA DRIVE IN JAPAN（2014年10月3日 - 2017年3月31日、J-WAVE）ナビゲーター

### 雑誌
- 細川茂樹のシゲキ的生活（MonoMax）

### ゲーム
- es（2001年4月5日、セガ、ドリームキャスト）
- 仮面ライダー響鬼（2005年12月1日、バンダイ、PlayStation 2） - 仮面ライダー響鬼 役
- 仮面ライダー バトライド・ウォー創生（2016年、PS4・PS3・PS Vita） - 仮面ライダー響鬼 役[22]
- 仮面ライダー トランセンドヒーローズ（2016年、Android・iOS） - 仮面ライダー響鬼 役
- オール仮面ライダー ライダーレボリューション（2016年、3DS） - 仮面ライダー響鬼 役
- 仮面ライダー クライマックスファイターズ（2017年12月7日、PS4） - 仮面ライダー響鬼 役

### DVD
- 稲川淳二のあなたの隣の怖い話〜夏の怪〜「約束」（2005年）

### WEB放送
- 絶対にやってはいけない 〜あなたの知らない禁止事項〜  - NTTドコモ携帯電話放送「BeeTV」（2009年11月 - ）

## 書籍

### 写真集
- 冩ス＝ル
- 仮面ライダー響鬼 輝

### 関連書籍
- 細川茂樹のセーターブック（1996年、雄鶏社）
- ウインズ
- 家電俳優（2009年、ワニブックス）
- コミュニケーション大作戦! （2014年、宝島社）